# لي بيس
لي بيس (بالإنجليزية: Lee Pace)‏ مواليد 25 مارس 1979 في أوكلاهوما، الولايات المتحدة، هو ممثل أمريكي بدأ مسيرته الفنية عام 2002.

## روابط خارجية
- لي بيس على موقع IMDb (الإنجليزية)
- لي بيس على موقع روتن توميتوز (الإنجليزية)
- لي بيس على موقع ألو سيني (الفرنسية)
- لي بيس على موقع أول موفي (الإنجليزية)
- لي بيس على موقع بوكس أوفيس موجو (الإنجليزية)
- لي بيس على موقع قاعدة بيانات برودواي على الإنترنت (الإنجليزية)
- لي بيس على موقع قاعدة بيانات الأفلام السويدية (السويدية)
- لي بيس على موقع إن إن دي بي (الإنجليزية)
- لي بيس على موقع قاعدة بيانات الفيلم (الإنجليزية)
- لي بيس على موقع كينوبويسك (الروسية)